# نبرد ورشو (۱۶۵۶)
نبرد ورشو (آلمانی:Schlacht von Warschau ؛لهستانی:Bitwa pod Warszawą ؛سوئدی:Tredagarsslaget vid Warszawa) نبردی بود که از ۲۸ تا ۳۰ ژوئیه ۱۶۵۶ میلادی در نزدیکی ورشو میان سپاهیان مشترک‌المنافع لهستان-لیتوانی از یک طرف و نیروهای سوئد و براندنبورگ در طرف دیگر رخ داد. از این نبرد به عنوان یکی از مهم‌ترین نبردهای دومین جنگ شمالی یاد می‌کنند. طی این نبرد، یک لشکر کوچک مرکب از سربازان سوئدی و براندنبورگ، ارتش بزرگ لهستان را شکست داد و آن را مجبور به عقب نشینی کرد.